# Latour (Paramaribo)
Latour es uno de los doce ressorts, o en neerlandés ressort, en los que se divide el distrito de Paramaribo en Surinam, ubicado al suroeste del distrito.
Limita al norte con los ressorts de Tammenga, Flora y Beekhuizen, al este con el ressort de Livorno, al sur con el ressort de Pontbuiten y al oeste con el distrito de Wanica.
En 2004, Latour, según cifras de la Oficina Central de Asuntos Civiles tenía 26 148 habitantes.